# Капитолиу (Минас-Жерайс)
Капитолиу (порт. Capitólio) — муниципалитет в Бразилии. входит в штат Минас-Жерайс. Составная часть мезорегиона Юг и юго-запад штата Минас-Жерайс. Входит в экономико-статистический микрорегион Пасус, который входит в мезорегион Юг и юго-запад штата Минас-Жерайс. Население составляет 8693 человек на 2021 год. Занимает площадь 522 км². Плотность населения — 17 чел./км².

## История
Город основан 27 декабря 1948 года.

## Статистика
- Валовой внутренний продукт на 2003 год составляет 39 433 244,00 реалов (данные: Бразильский институт географии и статистики).
- Валовой внутренний продукт на душу населения на 2003 год составляет 4866,50 реалов (данные: Бразильский институт географии и статистики).
- Индекс развития человеческого потенциала на 2000 год составляет 0,785 (данные: Программа развития ООН).